# Altnubische Schrift
Die Altnubische Schrift wurde vom 8. bis 15. Jahrhundert für das Altnubische verwendet. Sie entspricht im Wesentlichen dem Koptischen Alphabet erweitert um die Zeichen Ⳟ – vermutlich eine Ligatur aus zwei Koptischen gamma ⲅ –, Ⳡ ń – abgeleitet vom  ny aus der Meroitischen Schrift – und Ⳣ – abgeleitet vom meroitischen  w, sowie der Schreibweise Ⳝ statt koptisch Ϭ.
| Nubisch | Transkription | Nubisch | Transkription | Nubisch | Transkription |
| ------- | ------------- | ------- | ------------- | ------- | ------------- |
| Ⲁⲁ      | a             | Ⲗⲗ      | l             | Ⲫⲫ*     | (ph)          |
| Ⲃⲃ      | b             | Ⲙⲙ      | m             | Ⲭⲭ*     | (ch)          |
| Ⲅⲅ      | g             | Ⲛⲛ      | n             | Ⲯⲯ*     | (ps)          |
| Ⲇⲇ      | d             | Ⲟⲟ      | o             | Ⲱⲱ      | o             |
| Ⲉⲉ      | e             | ⲞⲨⲟⲩ    | u             | Ϣϣ      | š             |
| Ⳍⳍ      | (x)           | Ⲡⲡ      | p             | Ϩϩ      | h             |
| Ⲏⲏ      | i             | Ⲣⲣ      | r             | Ⳝⳝ (Ϭϭ) | ǵ             |
| Ⲑⲑ*     | (th)          | Ⲥⲥ      | s             | Ⳟⳟ      | ṅ             |
| Ⲓⲓ      | i, y          | Ⲧⲧ      | t             | Ⳡⳡ      | ń             |
| Ⲕⲕ      | k             | Ⲩⲩ      | i             | Ⳣⳣ      | w             |

* ⲐⲬⲮ finden sich nur in griechischen Namen und Lehnworten, Ⲫ ebenfalls nur in Lehnworten.
Die Interpunktion war nicht einheitlich, ein übergeschriebener Punkt oder Strich deutete ein kurzes i an: ⲥ̇ is, ⲗ̅ il. Satztongruppen wurden mit einem Punkt markiert und Schlusszeichen kam ein Doppelpunkt zum Einsatz. Daneben wurde am Satzende auch ein ⳹ verwendet, sowie als Fragezeichen ein ⳺ für infinite und ⳻ für finite Fragen. An Versenden kam ⳼ zum Einsatz.

## Altnubisch in Unicode
Unicode kodiert die altnubische Schrift im Unicode-Block Koptisch und im Unicode-Block Griechisch und Koptisch.